# Steinerskirchen (Hohenwart)
Steinerskirchen ist ein Ortsteil des oberbayerischen Marktes Hohenwart, Landkreis Pfaffenhofen an der Ilm.

## Geographie
Steinerskirchen liegt ca. 15 km südlich von Ingolstadt und 60 km nördlich von München im Landkreis Pfaffenhofen an der Ilm an der Grenze zum Landkreis Neuburg-Schrobenhausen.
Das Pfarrdorf besteht aus einer Landwirtschaft, einem Kloster und dem Bildungshaus Oase Steinerskirchen.

## Geschichte
Steinerskirchen ist eine Urpfarrei des Bistums Augsburg. Bereits im achten Jahrhundert wurde die 'steinerne Kirche' errichtet und Ende des 15. Jahrhunderts erneuert. Steinerskirchen ist immer klein geblieben und heute die kleinste Pfarrei der Diözese Augsburg.
Steinerskirchen gehörte zu der mit dem zweiten Gemeindeedikt von 1818 gebildeten selbstständigen Gemeinde Freinhausen mit seinem Herz-Jesu-Kloster. Bis 30. Juni 1972 war Freinhausen einer der 38 Gemeinden des im Zuge der Gebietsreform in Bayern aufgelösten Landkreises Schrobenhausen und kam dann zum Landkreis Pfaffenhofen an der Ilm. Am 1. Januar 1978 wurde Freinhausen mit Steinerskirchen in den Markt Hohenwart eingegliedert.

## Einrichtungen am Ort
Die Oase Steinerskirchen ist neben dem Ordenshaus das größte Gebäude im Ort. Es handelt sich hierbei um eine 1984 errichtete Bildungsstätte. Träger der Einrichtung sind die Herz-Jesu-Missionare. Momentan leben dort 3 Ordensbrüder und 6 Patres. Die Ordensniederlassung Steinerskirchen gehört zur Süddeutsch-Österreichischen Provinz der Herz-Jesu-Missionare. Das Kürzel „MSC“ steht für diesen Orden.
Gleich neben der Oase befindet sich die Kirche „Mariä Verkündigung und Sankt Michael“. Die MSC zelebrieren dort Sonntag bis Freitag jeweils um 7 Uhr den Gottesdienst. Sonntags um 10 Uhr findet zusätzlich der Pfarrgottesdienst statt.
Das Bildungshaus OASE ist eine Seminar- und Freizeiteinrichtung des Ortes.
Die Landwirtschaft der Herz-Jesu-Missionare mit 40 Hektar wird nach Bioland-Standard betrieben.

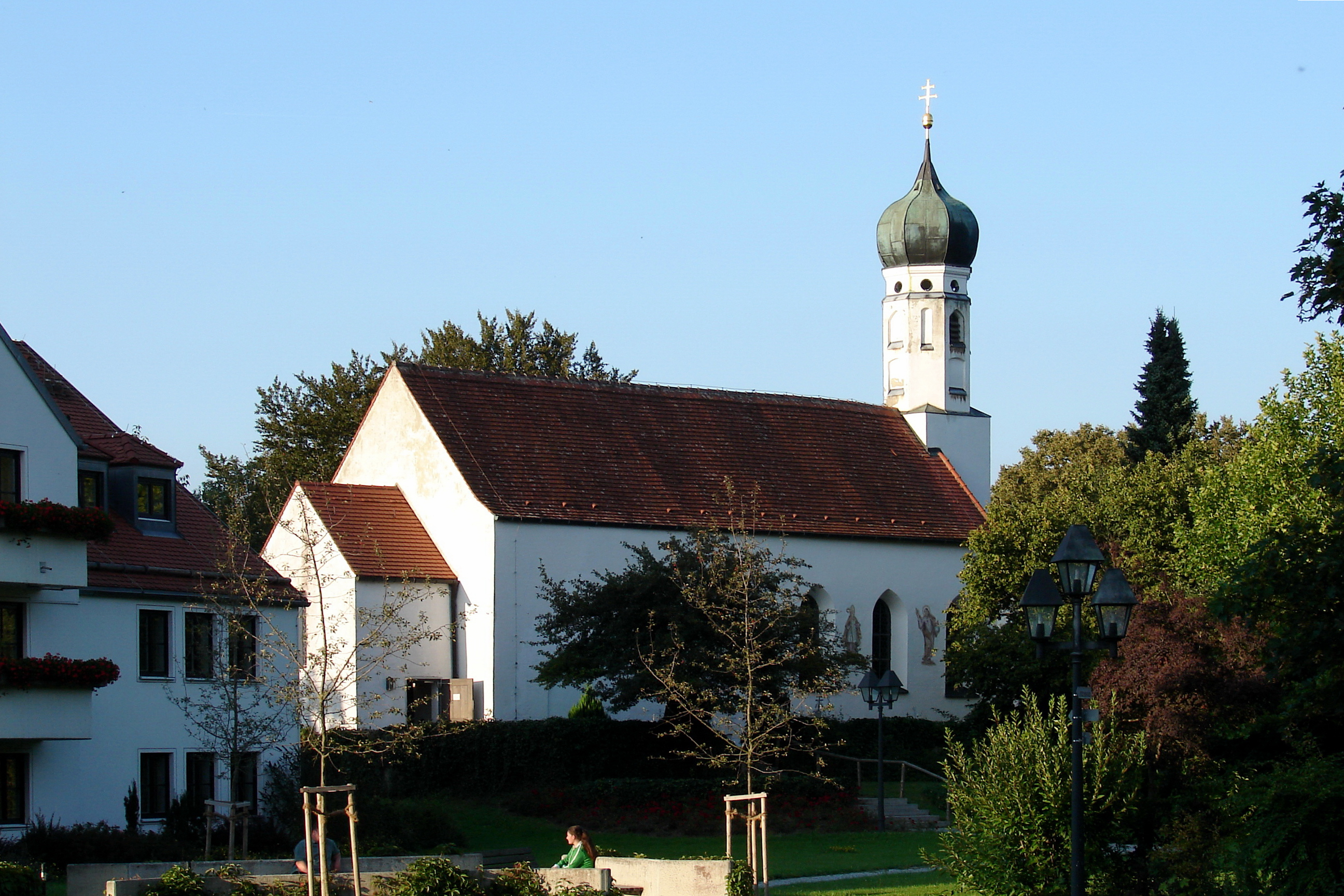
Pfarr- und Wallfahrtskirche St. Michael und Mariä Verkündigung
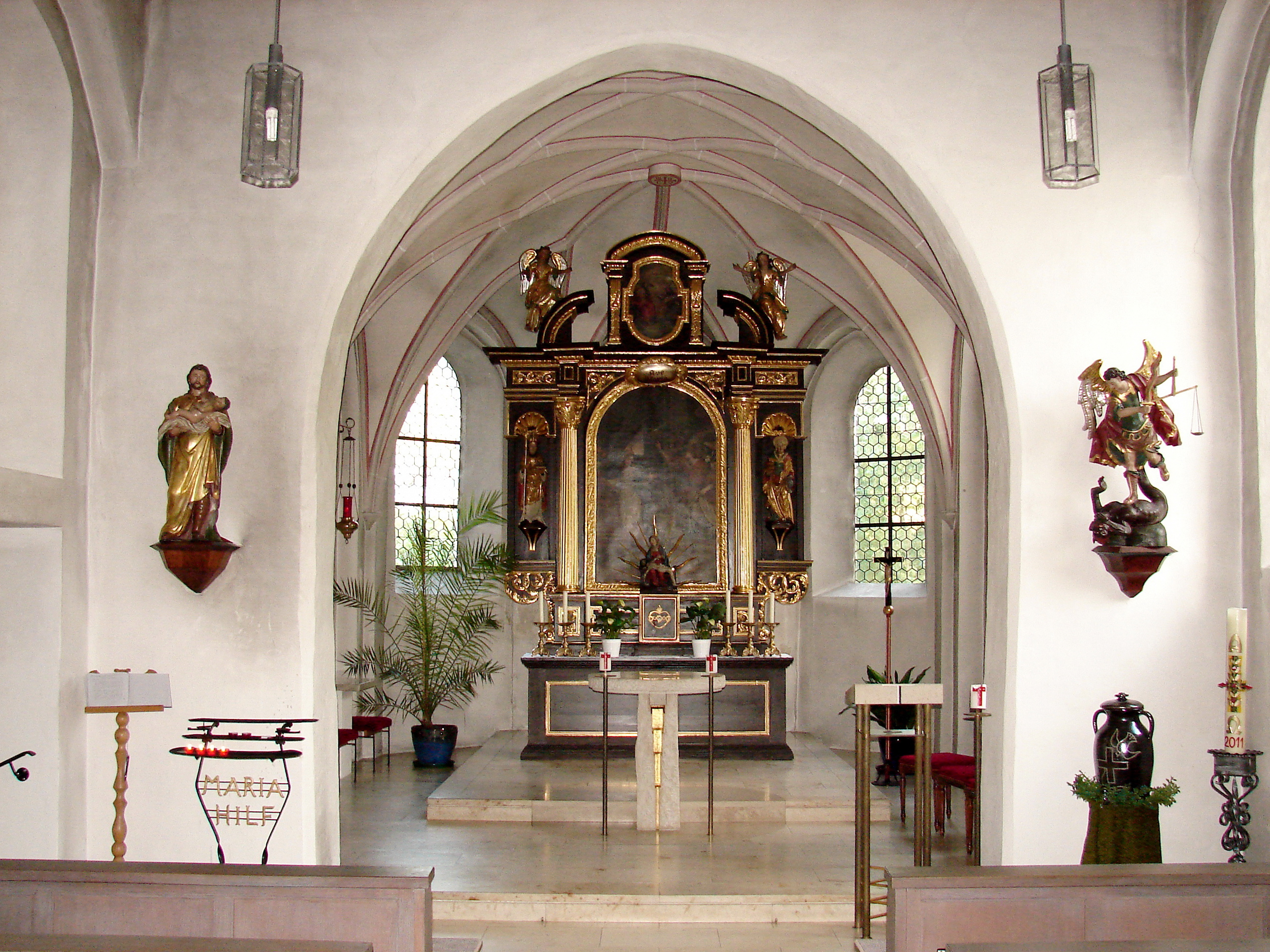
Pfarr- und Wallfahrtskirche St. Michael und Mariä Verkündigung: Innenraum